# 西田善一
西田 善一（にしだ ぜんいち、1908年（明治41年）8月1日 - 1981年（昭和56年）4月25日）は、日本の政治家・実業家。大津市長（2期）、滋賀県議会議員、大津市議会議員などを歴任。大津市長として総合開発計画、市庁舎の移転建設、町村合併、びわこ大博覧会などの大事業を行った。

## 経歴

### 初期の経歴
1908年8月1日に、大津市下堅田町（現・島の関）で、油屋「西利商店」の子に生まれる。旧制膳所中学校（現滋賀県立膳所高等学校）を経て、1929年3月に彦根高等商業学校（現滋賀大学経済学部）を卒業。学生時代は、「名ピッチャー」でならしたといい、当時バッテリーを組んでいたのは後に近江八幡市長となる井狩貞之だった。その後は、実家で三代目として家を継いだ。
1949年9月から1964年10月まで株式会社西利商店社長、近江製氷株式会社社長を務めた。また、1956年6月から1964年11月まで大津商工会議所会頭、1960年4月から1964年3月まで滋賀県中小企業団体中央会会長も務めた。他にも野球界で指導者として活躍し、1946年に滋賀県軟式野球連盟会長、滋賀県社会人野球連盟会長に就任した。

### 政治家として
1951年4月に大津市議会議員として政界に入り、1960年4月からは滋賀県議会議員となった。
1964年9月に行われた大津市長選挙に自民党の公認を受けて出馬し、現職で無所属の上原茂次を破り初当選した。10月6日、市長就任。助役に滋賀県企画室長の井上良平（後に滋賀県議となり、収賄罪で起訴される）、収入役に大津市民生部長の浅田油男を選任した。
市長としてまず総合開発計画に着手し、前市長時代の大津市開発基本構想に手を加え、1965年4月に大津市総合開発計画が策定された。1967年には新大津市総合開発計画が策定された。西田の市制では特に都市基盤整備や教育整備が行われ、各駅前都市改造事業、下水道管きょの埋没、週末処理場建設、湖岸埋め立て、光栄分譲住宅造成、健康センター建設などが行われた。
就任当初から前市長時代からの打出浜の埋立地への市庁舎移転建設計画を始めたが、県から反対されて白紙となった。その後候補地は北部の皇子ヶ丘公園、つぎに米軍キャンプA地区跡に代わり、1967年に現在の市庁舎が完成した。
また、広域経済による市の発展のための町村合併を主張していた。その後、1965年に堅田町・瀬田町・志賀町が合併を申し入れて合併協議が進められた。1966年11月に堅田・瀬田との合併協議会が設置されて西田が会長に選任された。同年12月13日に岩佐脩三瀬田町長、中正一彦堅田町長らと合併協議に調印し、その後、1967年4月1日に正式に合併された。
他にも、1966年元旦に世界農業博覧会を開く初夢を見たことをきっかけに、「びわこ博覧会」の構想を始めた。これは野崎欣一郎県知事らも協力し、大津市政70周年、滋賀県政100年の記念行事として、1968年に大津市平野でびわこ大博覧会として実現した。

### 大津市長退任後
市長退任後も多くの要職について地元の商工や観光を指導した。また、市（四）長から位が上がったとして「伍（五）長」とあだ名されるようになった。1965年8月から財団法人滋賀好善会会長、1966年6月から大津市観光連盟会長を務めた。1972年11月から1975年8月まで株式会社琵琶湖ホテル社長を務めた。1974年4月から大津市体育協会会長、6月から滋賀県商工会議所連合会会長と再び大津商工会議所会頭を務めた。1975年5月からは滋賀県観光連盟会長を務めた。
1975年8月に妻ハツを亡くした。
1981年4月20日、「市議、県議の豊富な経験を生かし行政の推進に献身され、退任後においても、商工、観光、福祉、体育面等の指導的要職につき、市政発展のために尽力された功績は誠に大である。」として大津市名誉市民に表彰された。同年4月25日、死去。72歳没。